# Мартин Васкес де Акунья, 1-й граф Валенсия-де-Дон-Хуан
Мартин Васкес де Акунья (по-португальски — Мартим Васкес да Кунья) (исп. Martín Vázquez de Acuña; 1357—1417) — португальский и испанский дворянин, 1-й граф Валенсия-де-Дон-Хан (1398—1417) и сеньор Кастрохерис в Кастилии, 6-й сеньор Табуа, Сул, Гульфар и Бештейруш в Португалии, мэр Лиссабона.

## Семейное окружение
Сын Васко Мартинеса де Акунья Старшего и его первой жены, Леонор Лопес де Альбергариа. Мартин был членом португальской провинциальной знати, получивший известность при дворе короля Афонсу IV. Его братьями и сестрами, сыновьями от первого брака его отца, были Эстебан, Васко, Хиль, Лопе, Руи и Месия Васкес де Акунья, настоятельница монастыря Лорвао. Его отец заключил второй брак с Терезой де Альбукерке, родной дочерью Фернандо Альфонсо де Альбукерке, магистра Ордена Сантьяго, с которым у него были другие дети, сводные братья Мартина. Это были Гонсало, епископ Гуарда, Педро и Изабель.

## Биография
Он был алькаидом замка Линьяриш и одним из дворян, участвовавших в битве при Транкозу со своим братом Хилом. Его брат Лопе Васкес де Акунья нес королевское знамя в качестве мэра Альфереса в битве при Алжубарроте в 1385 году.
Мартин вместе со своими братьями Хилем и Лопе Васкес де Акунья покинул Португалию в 1397 году, когда король Жуан I, основатель Ависской династии, с целью укрепления короны расширил королевские земли и вассалов, тем самым нанеся вред португальской знати. От его брата Лопе Васкес де Акунья происходят герцоги Уэте и графы Буэндиа. Его брат Хиль Васкес де Акунья стал сеньором Руэда в Кастилии, Мансилья и Аларкона. В 1402 году он вернулся в Португалию, где король Португалии Жуан I вернул ему товары и земли, которые были конфискованы, когда он отправился в Кастилию, включая земли Португалии и Селорико де Бастос. Он остался в Португалии, где и умер в январе 1418 года.
Его второй брак с Марией Португальской, 12-летней внебрачной внучкой короля Кастилии Энрике II (а также короля Португалии Педру I), поместил его и его детей в королевскую придворную среду, где он установил особые отношения с королем Арагона Фердинандом I. Этот факт будет иметь основополагающее значение для последующего прогресса его внуков при дворах Хуана II, наставником которого был инфант, и Энрике IV. В результате этого брака и этих отношений в 1397 году король Кастилии Энрике III пожаловал ему титул 1-го графа Валенсия-де-Дон-Хуан. Брачная политика, проводимая в отношении его детей, воссоединила его с властью Португалии и с кастильцами с сильными региональными корнями.
Он участвовал с группой португальских рыцарей в Гранадских кампаниях 1407 и 1410 годов.
Мартин Васкес де Акунья умер в 1417 году и был похоронен в монастыре Санто-Доминго в Валенсии-де-Дон-Хуан. В то время его племянник Альфонсо Каррильо де Акунья, который будет архиепископом Толедо и кардиналом-примасом Испании, был еще ребенком, позже родились его внуки Хуан Пачеко и Педро Хирон. Результат успешной брачной политики, которую проводили он и его брат Лопе, через несколько десятилетий увидят их дети и внуки, происходящие от них, среди прочего, дом Тельес-Хирон или дом Пачеко.

## Браки и потомство
Мартин Васкес де Акунья заключил первый брак в Португалии с Марией Жироной (или Жирао), «богатой доньей» португальского двора, племянницей королевы Беатрикс, которая в своем завещании называет ее "Maria Girona minha sobrinha ". В Кастилии её называют Терезой Тельес Хирон, дочерью Алонсо Тельеса Хирона, сеньора Сан-Романа и Терезы Родригес де Аларкон. С ней у него были следующие дети:
- Луис де Акунья, умер в детстве.
- Альфонсо Тельес Хирон-и-Васкес де Акунья (ок. 1380—1449), первый сеньор де Фречилья. Альфонсо стал фактическим сеньором Бельмонте после смерти своей жены Марии Пачеко, на которой он женился в 1415 году и которая также была потомком другого португальского рода. Он был скромным провинциальным феодалом, протеже и сторонником Альваро де Луны, который представил его сыновей Хуана Пачеко и Педро Хирона пажами при дворе, служа горничными наследному принцу Энрике IV. Благодаря последнему оба быстро поднялись, став самыми могущественными дворянами после его коронации, будучи основателями домов Уренья, Осуна и Вильена (гранды Испании с 1520 года). В 1445 году Тельес Хирон и его сын Хуан Пачеко значительно увеличили свои территории, взяв под свой контроль владение Вильена, и Хуан также стал маркизом Вильены, первым титулом маркиза, предоставленным кастильским королем.
- Тереза де Акунья Хирон, жена Мартина Алонсо де Мерло II, маэстресала королевы Беатрис, должность, в которой она сменила своего отца, португальца с таким же именем. Мартин Алонсо де Мерло был внуком 1-го графа Бенавенте по материнской линии. Один из детей от этого брака, Хуан де Мерло «Эль Браво», был старшим охранником королей Хуана II и Энрике IV; в то время как его сын, Диего де Мерло (+ 1482), будет главной гвардией католических монархов. С 1478 года он занимал должность помощника мэра Севильи, ранее, в 1476 году, Диего де Мерло занимал должность помощника мэра Кордовы.
- Леонор де Акунья Хирон (ок. 1378—1437), впервые вышла замуж за португальского юриста Жоао дас Реграса (+ 1404), защитника Ависской династиив Коимбре в июне 1398 года, имела единственную дочь Бранку да Кунья, которая выйти замуж за Альфонсо, сеньора Кашкайша, внебрачного сына инфанте Жуана и внука короля Педро и Инес де Кастро. Жоао дас Реграс получил в 1397 году в дар от королевской семьи имущество, принадлежавшее его тестю Мартину Васкесу де Акунья в Португалии. После смерти мужа Леонор была женой Хуана де Кастро, сеньора Кадавала, дочь от этого брака, Хуана де Кастро, вышла замуж за герцога Фернанду I Браганса, 9-го графа Барселуша, графа де Кадала и Гимарайнша, таким образом, являющийся потомком португальских королей Браганской династии.
- Беатрис де Акунья Хирон, вышла замуж за Хуана де Валенсию, маршала Кастилии в Саморе и сеньора Валенсии де Кампос, от которого произошел великий писатель Франсиско де Кеведо.
- Джинебра де Акунья Хирон, впервые вышедшая замуж за Санчо Мануэля, III графа Карриона; затем за Диего Лопеса де Аро, 3-го сеньора Бюста, и, в третий раз за Гомеса Переса Дасмариньяса.
- Изабель де Акуна Хирон

Став вдовцом и покинув Португалию, он снова женился в 1397 году на Марии Португальской, дочери Жуана де Португалия и Констанции Энрикес. Они были родителями:
- Педро де Акунья-и-Португал (+ 21 декабря 1456), унаследовавший графство Валенсия-де-Дон-Хуан в 1417 году. Его сын и третий граф, Хуан де Акунья-и-Португал, был тем, кто приказал построить замок Дона Хуана в Валенсии, но он умер в 1475 году во время Войны за кастильское наследство. Педро женился на Леонор де Киньонес и Хуане де Суньига. Графы Валенсии являются потомками по материнской линии Педро Манрике де Лара-и-Акунья (1533—1600), 5-го герцога Нахера, графство оставалось связанным с наследниками этого герцогства на протяжении двенадцати поколений, то же самое произошло с герцогством Македа, связаны с этими титулами после замужества дочери бывшего, Луизы Манрике де Лара, с наследником герцогства.
- Энрике де Акунья-и-Португал, сеньор де Вильяльба-дель-Алькор и Вальдегема, от которого происходят маркизы Эскалоны и Касафуэрте. Он женился на Инес де Валенсия. Некоторые источники, такие как Салазар и Кастро, указывают, что этот Энрике был бы сыном Фернандо де Акунья-и-Португала и Марии Кабеса де Вака, поэтому он был бы внуком, а не сыном Мартина, хотя в любом случае прямым потомком.
- Фернандо де Акунья-и-Португал, сеньор Пахареса, женат на Марии Кабеса де Вака, от которой происходят графы Рекена.
- Беатрис де Акунья из Португал, жена Педро Суареса де Киньонеса (1367—1402, merino mayor Астурии и Леона, мать первого графа Луны, Диего Фернандеса де Киньонеса (+ 1491). От них происходят графы Бенавенте.